# Raya és az utolsó sárkány
A Raya és az utolsó sárkány (eredeti cím: Raya and the Last Dragon) 2021-ben bemutatott amerikai 3D-s számítógépes animációs kalandfilm, amelyet Don Hall és Carlos López Estrada rendezett. A forgatókönyvet Paul Briggs, Don Hall, Adele Lim, Carlos López Estrada, Kiel Murray, Qui Nguyen, John Ripa, Dean Wellins írták. Produceri Osnat Shurer és Peter Del Vecho. Zeneszerzője James Newton Howard. A Walt Disney Pictures és a Walt Disney Animation Studios gyártásában készült, forgalmazója a Walt Disney Studios Motion Pictures. Az Egyesült Államokban 2021. március 5-én mutatták be a mozikban és a Disney+-on, Magyarországon 2021. április 2-án már elérhető volt VOD-on, de a mozikban csak 2021. július 1-jén mutatták be.

## Cselekmény
A varázslatos Kumandra évszázadok óta széttagolt, az országokat Druunok fenyegetik. A sárkányok a múltban legyőzték e lényeket, de az örökös emberi bizalmatlanság és kétszínűség, valamint a már halott sárkányok erejét tartalmazó varázsgömb eltörésének hatására feltámadnak. A főhősnőnek feladata, hogy megtalálja az utolsó sárkányt, legyőzze a Druunokat és egyesítse Kumandrát.

## Szereplők
| Szerep           | Eredeti hang                  | Magyar hang                                    | Leírás |
| ---------------- | ----------------------------- | ---------------------------------------------- | --- |
| Raya             | Kelly Marie Tran              | Mentes Júlia                                   | A bátor, harcos főhősnő. Feladata, hogy megtalálja az utolsó sárkányt, legyőzze a Druunokat és egyesítse Kumandrát. Raya pistanthrofóbiában szenved, fél másokban megbízni. |
| Sisu             | Awkwafina                     | Peller Anna                                    | Az utolsó sárkány, a megfontolt Rayát naiv, jóhiszeműségével könnyen kiegészíti. Döntései néha ellentétesek Raya döntéseivel, de ő is a jó célt szolgálja.                  |
| Boun             | Izaac Wang                    | Vida Bálint                                    | Árva tízéves. A Shrimporium hajóétterem kapitánya, főszakácsa és legényzetének egyetlen tagja.                                                                              |
| Namaari          | Gemma Chan Jona Xiao (gyerek) | Györfi Laura (felnőtt) Ruszkai Szonja (gyerek) | Agyar Birodalom trónörökös harcosnője, Raya ellensége. |
| Benja nagyfőnök  | Daniel Dae Kim                | Tokaji Csaba                                   | Szív Birodalom ura, Raya apja. |
| Tong             | Benedict Wong                 | Faragó András                                  | Gerinc Birodalom harcosa. |
| Virana törzsfő   | Sandra Oh                     | Bertalan Ágnes                                 | Agyar Birodalom úrnője, Namaari anyja. |
| Noi              | Thalia Tran                   | Boldog Emese                                   | Árva kisbaba, akit ongi majmok neveltek fel. |
| Tuk Tuk          | Alan Tudyk                    | Eredeti hang                                   | Raya háziállata és „járműve”, kitalált állat, harmadrészt hatöves tatu, harmadrészt medve, harmadrészt csótány.                                                             |
| Dang Hu          | Lucille Soong                 | Bókai Mária                                    | Karom Birodalom úrnője. |
| Atitaya tábornok | Dichen Lachman                | Gőbölös Krisztina                              | |
| Csaj             | Jon Park                      | Kisfalusi Lehel                                | |
| Tang Hai         | Sung Kang                     | Papp Dániel                                    | |
| Gerinc törzsfő   | Ross Butler                   | Ódor Kristóf                                   | |
| Tiszt Agyarból   | Sierra Katow                  | Molnár-Szilágyi Szilvia                        | |
| 1. kereskedő     | Paul Yen                      | Németh Attila István                           | |
| Farok törzsfője  | Patti Harrison                | Zsigmond Tamara                                | |
| Kereskedő        | Sierra Katow                  | Wessely-Simonyi Réka                           | |
| Wahn             | François Chau                 | Szrna Krisztián                                | |
| 2. kereskedő     | Gordon Ip                     | Barát Attila                                   | |

- További magyar hangok: Csurgai Márk, Galiotti Barbara, Király Adrián, Márta Éva, Orbán Gábor, Pap Katalin, Pekár Adrienn, Solecki Janka, Sörös Miklós, Szabó Andor, Vámosi Mónika